# مسجد حاج میرزا محمدصادق
مسجد حاج میرزا محمدصادق مربوط به اواخر دوره قاجار است و در اصفهان، ابتدای خیابان چهارباغ خواجو واقع شده و این اثر در تاریخ ۱۱ مرداد ۱۳۸۴ با شمارهٔ ثبت ۱۲۳۱۱ به‌عنوان یکی از آثار ملی ایران به ثبت رسیده است.
مسجد در کنار چهارسو آجری قرار دارد و بانی آن، حاج میرزا محمدصادق فیض ثانی، بین سال های ۱۲۳۷ تا ۱۲۴۲ قمری آن را بنا نمود و خود نیز در سال ۱۲۳۸ قمری (۱۲۰۵ شمسی) درگذشته و در شبستان مسجد به خاک سپرده شده است. «خیابان فیض» اصفهان به نام او نامیده شده است.